# Tunesische Streitkräfte

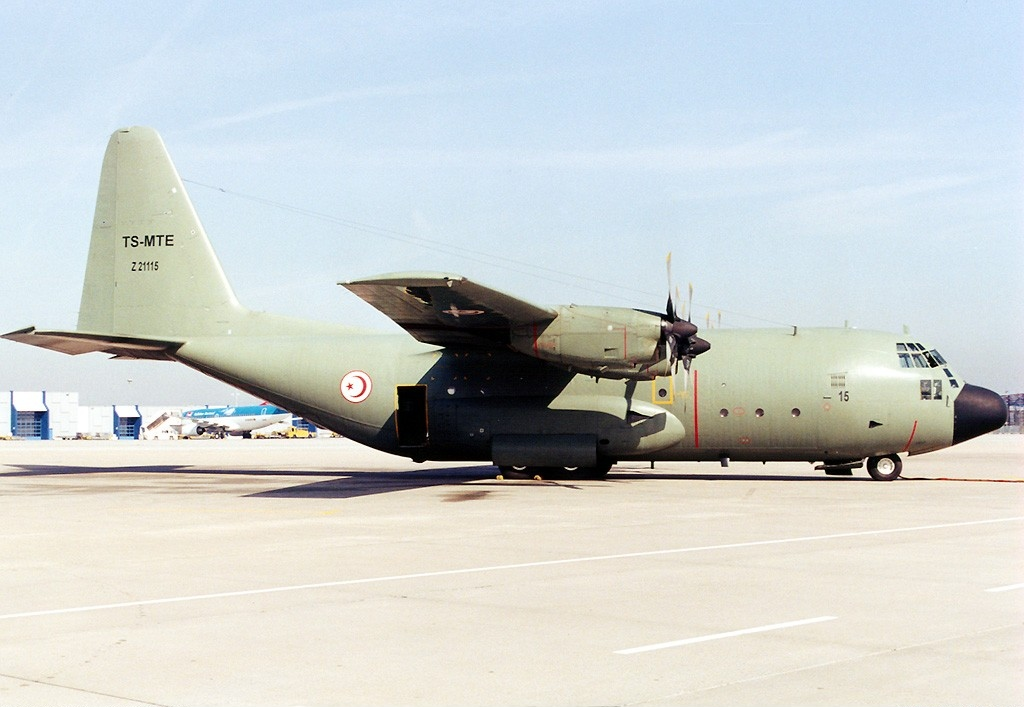
C-130 der Luftwaffe

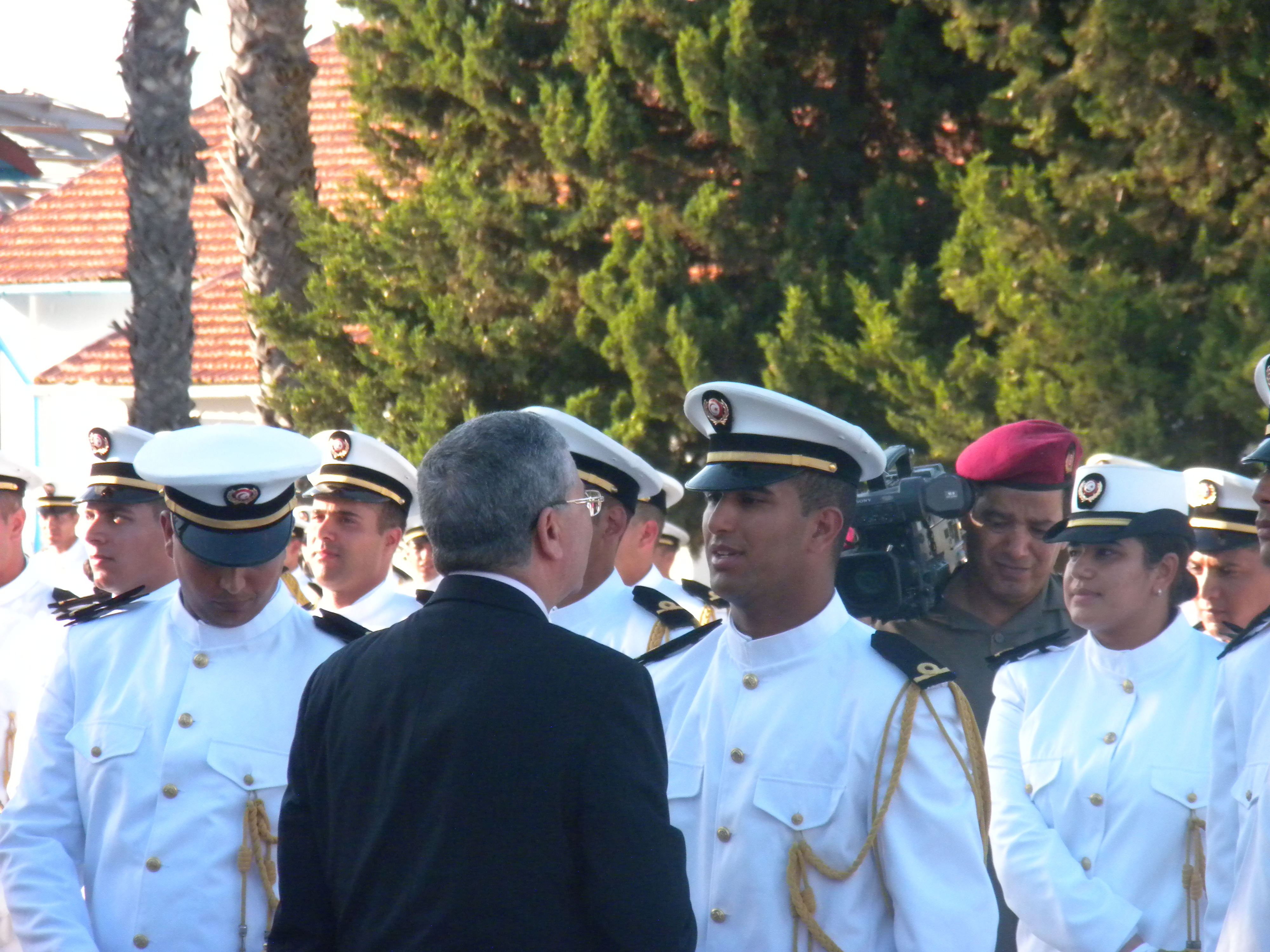
Kadetten der Marine

Die Tunesischen Streitkräfte umfassen etwa 35.800 Soldaten, die sich in die Teilstreitkräfte Heer, Luftwaffe und Marine gliedern.

## Verteidigungsetat
Tunesien gab 2020 knapp 2,9 Prozent seiner Wirtschaftsleistung oder 1,157 Milliarden US-Dollar für seine Streitkräfte aus.
Die USA gewährten dem Land im Jahre 2020 Militärhilfe in Höhe von 40 Millionen US-Dollar.

## Geschichte
Am 30. Juni 1956 wurde die tunesische Armee in Stärke eines Regimentes offiziell aufgestellt. Die Ausrüstung der jungen Armee erfolgte aus Bestände der ehemaligen französischen Kolonialmacht.
Die neue Armee bestand zunächst aus 25 tunesischen Offizieren, 250 Unteroffizieren und 1250 Mannschaften. Alle diese Soldaten dienten zuvor in der französischen Kolonialverwaltung.
Im Jahr 1957 wurde die Wehrpflicht eingeführt, zu dieser Zeit waren die tunesischen Streitkräfte auf eine Stärke von 6000 Mann angestiegen. Bis ins Jahr 1961 wuchsen die tunesischen Streitkräfte auf eine Stärke von 20000 Mann an. Von 1960 an waren tunesische Streitkräfte in Rahmen der Friedensmissionen der Vereinten Nationen im Kongo eingesetzt. 1020 Soldaten diente im Rahmen dieser Friedensmission.
Im Jahr 1963 kehrten das letzte tunesische Kontingent aus dem Kongo zurück.
1991 versuchte eine Gruppe tunesischer Offiziere die damalige Regierung zu stürzen. Die Putschpläne wurden veröffentlicht und scheiterten am Widerstand des tunesischen Volkes.

## Wehrpflicht und Reserve
Es besteht eine selektive Wehrpflicht, die Wehrdienstdauer beträgt zwölf Monate.

## Nationalgarde
Die paramilitärische Garde Nationale (arabisch الحرس الوطني, al-Ḥaras al-Waṭanī) hat 12.000 Angehörige, zu der auch die Küstenwache des Landes gehört. Sie untersteht jedoch nicht dem tunesischen Verteidigungsministerium, sondern dem Innenministerium.

### Ausrüstung

#### Fahrzeuge
| Typ                        | Herkunft                     | Funktion                               | Version | Anzahl |
| -------------------------- | ---------------------------- | -------------------------------------- | ------- | ------ |
| EE-11 Urutu                | Brasilien                    | Leichter Panzer Mannschaftstransporter |         | 2 16   |
| Véhicule de l’avant blindé | Frankreich                   | Mannschaftstransporter                 | Mk III  |        |
| Streit                     | Vereinigte Arabische Emirate | MRAP                                   | Typhoon | 12     |
| Iveco LMV                  | Italien                      | Mehrzweckfahrzeug                      |         |        |

#### Schiffe
| Typ          | Herkunft                        | Funktion        | Anzahl |
| ------------ | ------------------------------- | --------------- | ------ |
| Kondor       | Deutsche Demokratische Republik | Patrouillenboot | 6      |
| Patrouilleur | Italien                         | Patrouillenboot | 3      |
| Bremse       | Deutsche Demokratische Republik | Patrouillenboot | 5      |
| Rodman 38    | Spanien                         | Patrouillenboot | 4      |
|              | Tunesien                        | Patrouillenboot | 2      |
|              | Italien                         | Patrouillenboot | 4      |

#### Hubschrauber
| Typ                      | Herkunft           | Funktion                       | Anzahl |
| ------------------------ | ------------------ | ------------------------------ | ------ |
| Alouette II Alouette III | Frankreich         | Mehrzweckhubschrauber          | 8      |
| Bell 429                 | Vereinigte Staaten | Leichter Transporthubschrauber | 3      |

## Auslandseinsätze
Tunesien beteiligt sich an folgenden Missionen der Vereinten Nationen im Ausland:
- MINUSCA:
  - Zentralafrikanische Republik: 2 Beobachter
- MONUSCO:
  - Demokratische Republik Kongo: 7 Beobachter
- MINUSMA:
  - Mali: 85 Soldaten mit einer C-130J-30
- UNMISS:
  - Südsudan: 2 Beobachter